# Textus Receptus
Textus Receptus ('emottagen text') är en grekisk grundtext till Nya Testamentet sammansatt av Erasmus av Rotterdam på 1500-talet. Den bygger på majoriteten av de textfynd som fanns tillgängliga, de flesta med bysantinsk bakgrund från 800-talet. Texten kom att kallas Majoritetstexten, eller den [av Gud] mottagna texten, Textus Receptus. Beteckningen "textus receptus" härstammar från förordet till andra upplagan av den på 1500-talet tryckta grekiska versionen. Förläggarens avsikt var dock att förklara att den föreliggande versionen var "den (allmänt) antagna texten". Den fick också snabb spridning men kritiken mot den var att den bygger på ett fåtal sena handskrifter. 
Men senare har flera fynd gjorts av gamla dokument med nytestamentliga texter, till exempel Codex Sinaiticus. I denna handskrift är flera textsammanhang betydligt kortare eller fåordigare. En annan viktig handskrift som dagens textforskare föredrar är Codex Vaticanus, som redan år 1448 fanns med i Vatikanbibliotekets förteckning. I dessa är flera textsammanhang betydligt kortare eller fåordigare. Brooke Westcott och Fenton Hort redigerade därför med en annan metod fram en annan grekisk grundtext till Nya Testamentet. Och många menar att även om Textus Receptus har fler bevarade dokument bakom sig, så har Westcott och Hort text något äldre textfynd som grund. Eftersom de flesta textforskare föredrar Codex Sinaiticus och Codex Vaticanus, så utgår många översättningar i dag från Westcott-Hort texten. Men för några, inte minst i USA, men även i Europa vill man behålla Textus Receptus, den gamla erkända grundtexten. Än idag trycks dock många biblar som bygger på Textus Receptus, King James Bibeln och New King James Bibeln är två exempel på sådana biblar som är populära i den engelskspråkiga världen. I Sverige är Karl XII:s Bibel, Reformationsbibeln och King James bibeln på svenska översättningar av Nya testamentet som bygger på Textus Receptus.